# Leipoldtville
Leipoldtville è un centro abitato sudafricano situato nella municipalità distrettuale di West Coast nella provincia del Capo Occidentale.
Prende il nome dal reverendo C. F. Leipoldt, ministro della Chiesa riformata olandese di Clanwilliam dal 1884 al 1910 e padre del poeta C. Louis Leipoldt.

## Geografia fisica
Il piccolo centro abitato sorge non lontano dalla costa atlantica a circa 40 chilometri a ovest-sud-ovest della città di Clanwilliam e a 27 chilometri a sudest di Lambertsbaai.